# Billbergia pallidiflora
Billbergia pallidiflora är en gräsväxtart som beskrevs av Frederik Michael Liebmann. Billbergia pallidiflora ingår i släktet Billbergia och familjen Bromeliaceae. Inga underarter finns listade i Catalogue of Life.